# Khuzdul
Khuzdul (IPA: /kʰuzduːl/) är dvärgarnas språk i J.R.R. Tolkiens sagovärld. Namnet är språkets eget ord för "dvärgiska". När Tolkien skapade språket utgick han från strukturen i semitiska språk.
Enligt Tolkiens texter är dvärgarna hemlighetsfulla med sitt eget språk, och i kontakt med andra folkslag anammar de språken som talas av dessa. Ganska lite är också känt om khuzdul vad gäller ordförråd och grammatik. Ett av få autentiska exempel på khuzdul är dvärgarnas stridsrop: Baruk Khazâd! Khazâd ai-mênu! "Dvärgarnas yxor! Dvärgarna är över er!".
Ett annat uttryck som nämns i första filmdelen om Sagan om ringen är: Ishkhaqwi ai durugnul! vilket ska betyda "Jag spottar på din grav!" Det uttryck används av Gimli efter att denne och resterande medlemmar av Brödraskapet har blivit gripna av Haldir av Lothlorien och dennes följe. Denna sekvens förekommer endast i den förlängda versionen av filmen.